# Dinadan
Sir Dinadan è, nelle leggende arturiane, uno dei Cavalieri della Tavola rotonda di re Artù. Era figlio di Sir Brunor il Vecchio, il Cavaliere buono senza paura, e fratello di Sir Breunor il Giovane e di Sir Daniel. Grande amico di Tristano, Dinadan era famoso per la sua giovialità. Tendeva a evitare lo scontro e i combattimenti, sebbene all'occorrenza fosse un guerriero coraggioso.
Come Sir Palamede il Saraceno e Sir Lamorak, anche Dinadan è un'invenzione del Tristano in prosa e compare in opere tarde come il ciclo post-vulgata e Le Morte d'Arthur di sir Thomas Malory.